# Hennah Buyne

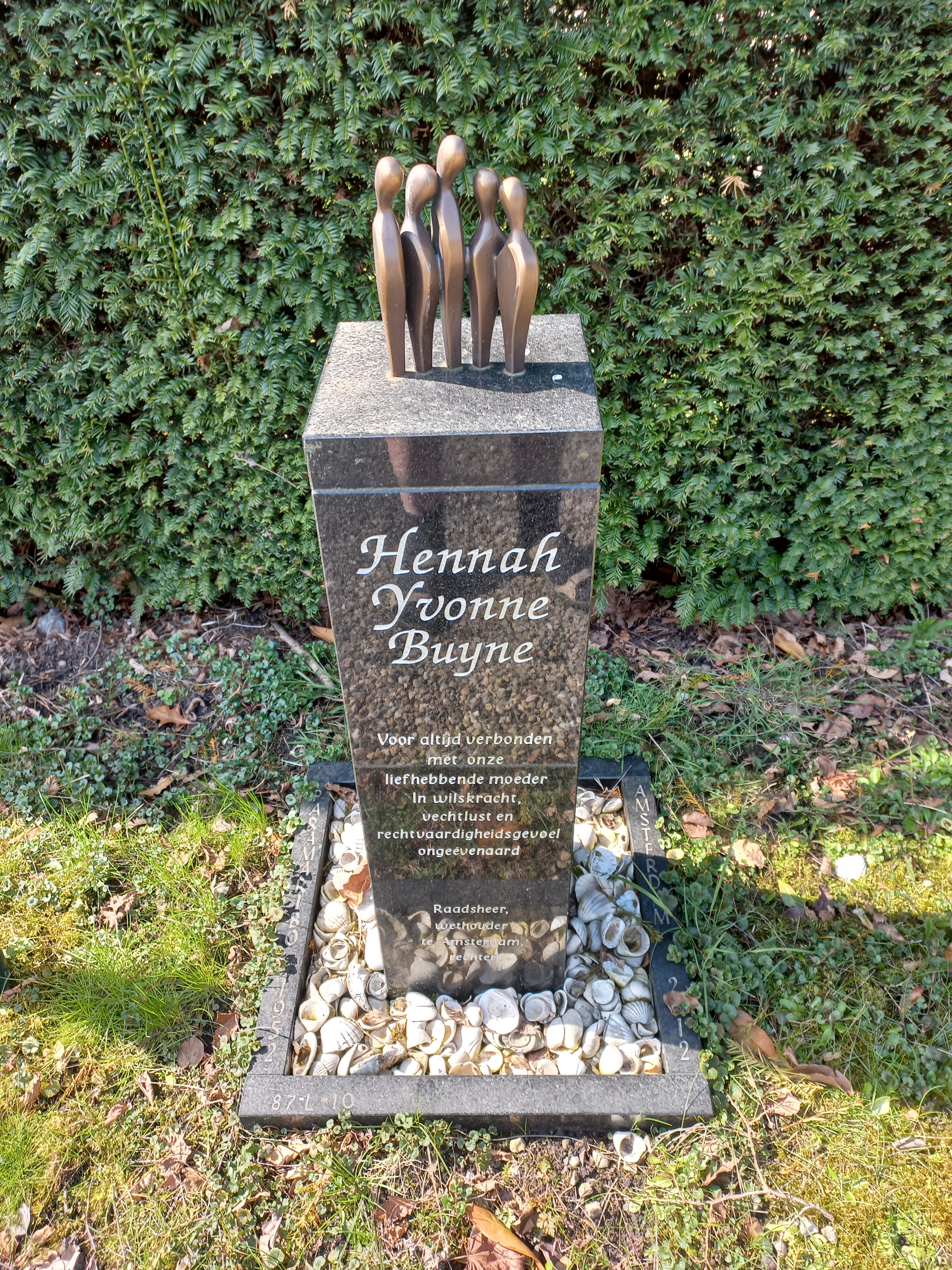
Aandenken Hennah Buyne op Nieuwe Ooster (april 2022)

Henna Yvonne Buyne (Paramaribo, 9 januari 1952 – Amsterdam, 1 november 2012) was een Nederlands politicus en rechter. Van 14 maart 2007 tot 16 maart 2008 was ze wethouder in Amsterdam. Buyne was lid van de Partij van de Arbeid (PvdA).

## Loopbaan
Buyne werd geboren in Suriname en verhuisde op haar negende naar Nederland. Ze studeerde rechten. Ze was werkzaam als Officier van Justitie in Groningen en als rechter in Groningen en Amsterdam. Vanaf 1998 was ze raadsheer aan het gerechtshof in Arnhem. Binnen de PvdA maakte ze onder meer deel uit van het landelijke presidium.
Een maand nadat Ahmed Aboutaleb in februari 2007 het wethouderschap in Amsterdam verruilde voor een staatssecretarisschap in het kabinet-Balkenende IV werd Buyne benoemd tot zijn opvolger. Ze had onder andere de beleidsterreinen Werk en Inkomen, Educatie, Jeugd en Diversiteit en Grotestedenbeleid onder haar hoede.
Begin 2008 kwam ze in opspraak door de tekst van een lesbrief over vrijheid van meningsuiting en religie. Nadat ze aanvankelijk verklaarde op geen enkele wijze betrokken te zijn geweest bij de inhoud van de brief, die door de gemeente Amsterdam naar 300 scholen was gestuurd, bleek later dat ze twee versies had afgewezen en inhoudelijk op de hoogte was. De uiteindelijke versie was omstreden, omdat er passages in stonden die kunnen worden uitgelegd als negatief over rechtse politici als kamerlid Geert Wilders.
Op 12 maart 2008 overleefde Buyne een motie van afkeuring van de VVD over deze kwestie. Vier dagen later maakte ze echter bekend per direct te zullen aftreden, omdat ze naar eigen zeggen wilde voorkomen dat emoties rond haar persoon haar zouden belemmeren in haar werk als wethouder.
Buyne overleed op 60-jarige leeftijd na een ziekbed. Ze werd gecremeerd op De Nieuwe Ooster. 